# Az Amerikai Egyesült Államok elnökeinek listája
Az Amerikai Egyesült Államok elnöke az Egyesült Államok államfője és kormányfője, akit közvetve, az elektori kollégiumon keresztül választanak meg négyéves időtartamra. A tisztségviselő vezeti a szövetségi kormány végrehajtó hatalmi ágát és az Egyesült Államok fegyveres erőinek főparancsnoka. A hivatal 1789-es létrehozása óta 45 férfi 46 elnökségi ciklusban töltötte be ezt a tisztséget. Az első elnök, George Washington a Választói Kollégium egyhangú szavazatával nyert. Grover Cleveland és Donald Trump két, nem egymást követő ciklusban szolgált, ezért az Egyesült Államok 22. és 24. valamint 45. és 47. elnökeként tartják számon, így adódik az eltérés az elnökségek száma és az elnökként szolgált személyek száma között.
William Henry Harrison elnöksége, aki 31 nappal hivatalba lépése után, 1841-ben halt meg, a legrövidebb volt az amerikai történelemben. 1945-ben Franklin D. Roosevelt töltötte be a leghosszabb, több mint tizenkét évet, mielőtt negyedik ciklusa elején meghalt. Ő az egyetlen amerikai elnök, aki több mint két cikluson át szolgált. Az Egyesült Államok alkotmányának huszonkettedik kiegészítésének 1951-es ratifikálása óta senkit sem lehet kettőnél többször elnökké választani, és senki sem választható többször elnökké, aki több mint két évet szolgált egy olyan ciklusból, amelyre valaki mást választottak meg.
Négy elnök természetes halállal halt meg hivatalában (William Henry Harrison, Zachary Taylor, Warren G. Harding és Franklin D. Roosevelt), négyet meggyilkoltak (Abraham Lincoln, James A. Garfield, William McKinley és John F. Kennedy), egy pedig lemondott (Richard Nixon, akit vád alá helyeztek és eltávolítottak hivatalából). John Tyler volt az első alelnök, aki elnöki ciklus alatt átvette az elnökséget, és precedenst teremtett arra, hogy az alelnök, aki ezt megteszi, teljes jogú elnökké válik saját adminisztrációjával.
Az amerikai politikát történelme nagy részében a politikai pártok uralták. Az alkotmány hallgat a politikai pártok kérdéséről, és az alkotmány 1789-es hatályba lépésekor még nem léteztek szervezett pártok. Nem sokkal az I. kongresszus összehívása után a politikai frakciók elkezdtek a Washington-kormányzat meghatározó tisztviselői, például Alexander Hamilton és Thomas Jefferson köré csoportosulni. Mivel aggódott amiatt, hogy a politikai pártok képesek lerombolni a nemzetet összetartó törékeny egységet, Washington nyolcéves elnöksége alatt egyetlen politikai frakcióhoz vagy párthoz sem csatlakozott. Ő volt és maradt az egyetlen amerikai elnök, aki soha nem csatlakozott politikai párthoz.
A hivatalban lévő elnök Donald Trump, aki 2025. január 20-án lépett hivatalba.

## A lista

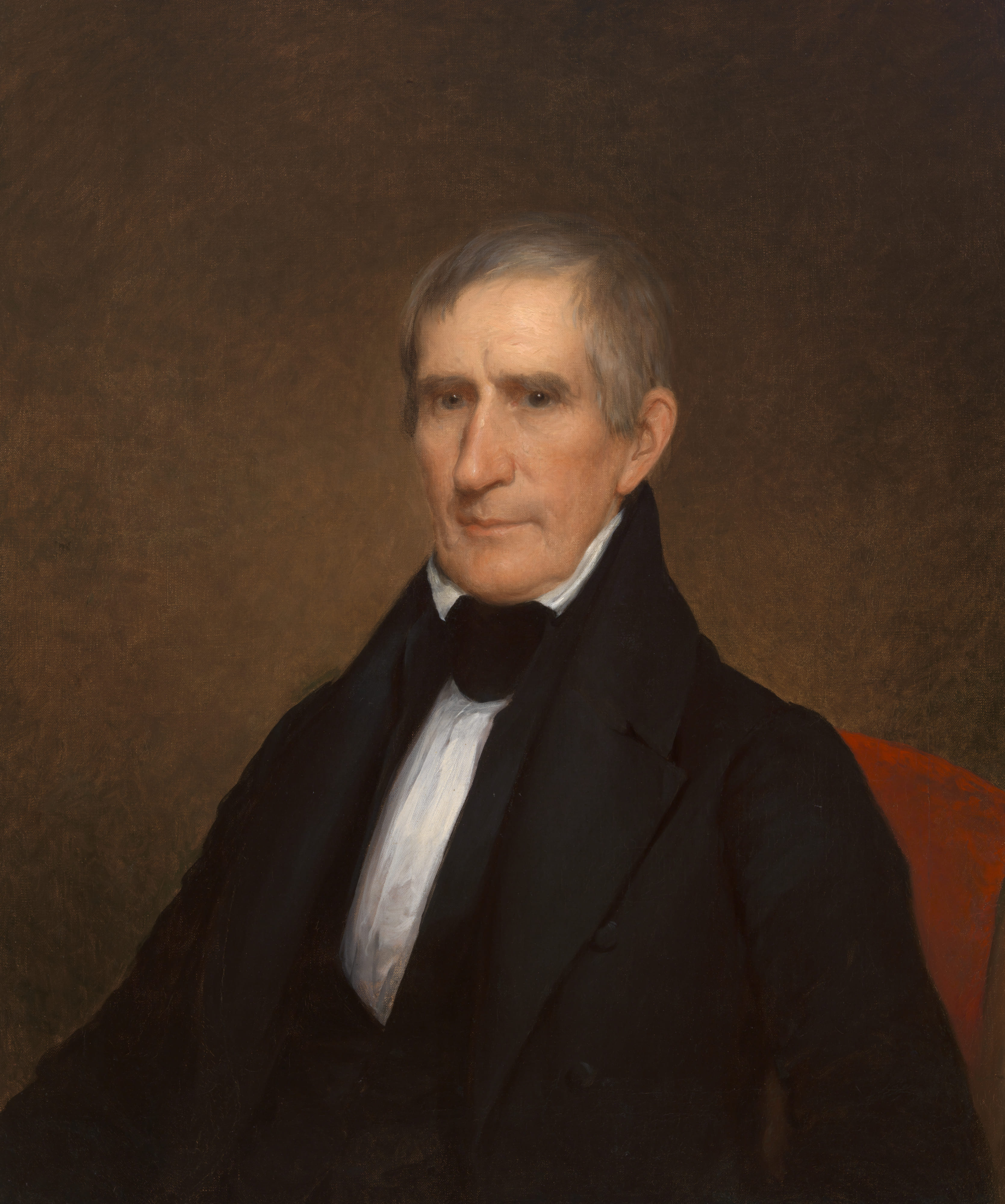
William H. Harrison, az első elnök, aki hivatali ideje alatt hunyt el (1841), ugyanakkor a legrövidebb ideig regnáló elnök is

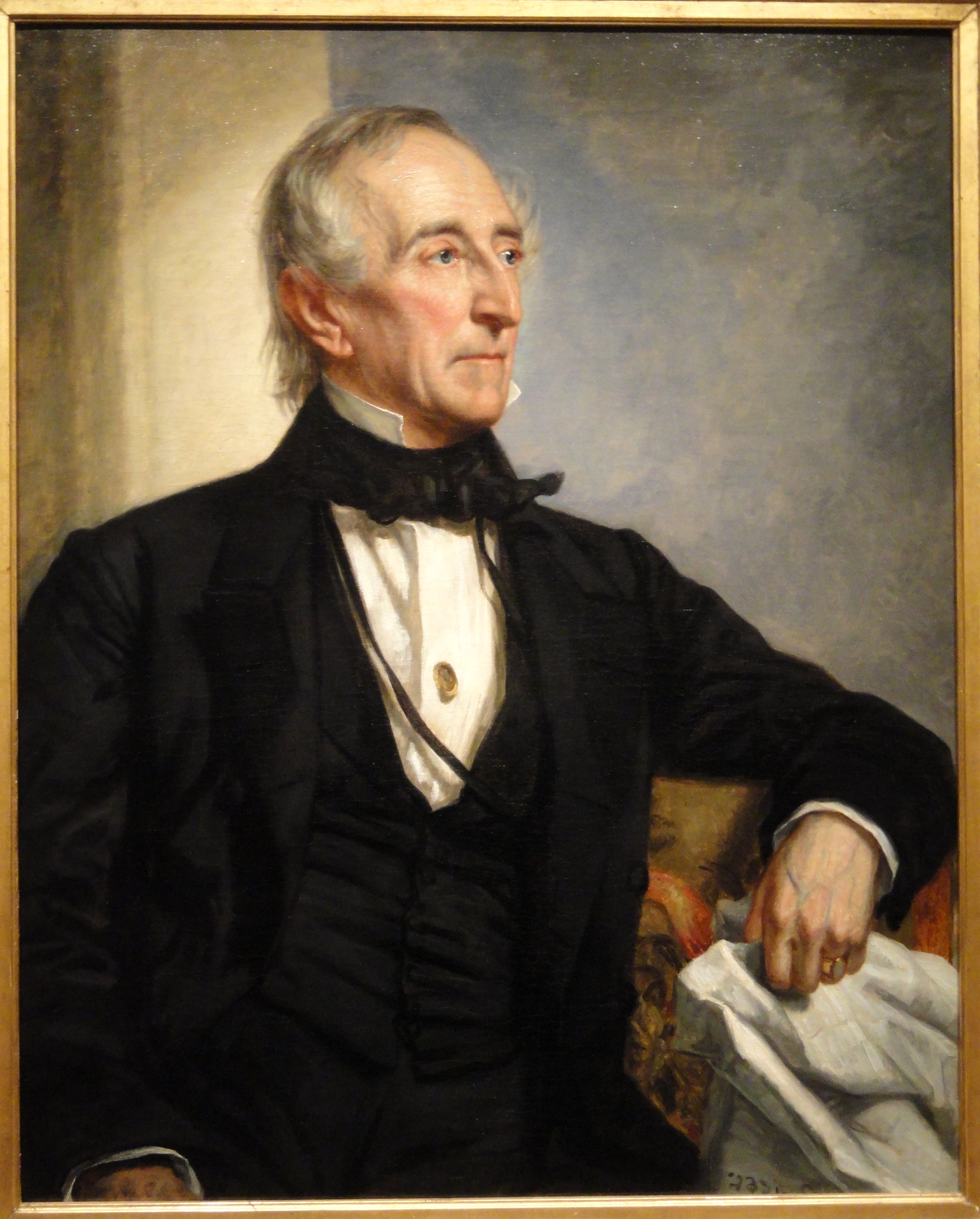
John Tyler, az első, aki alelnökből lett elnök (1841)

Abraham Lincoln, az első elnök, akit meggyilkoltak (1865)

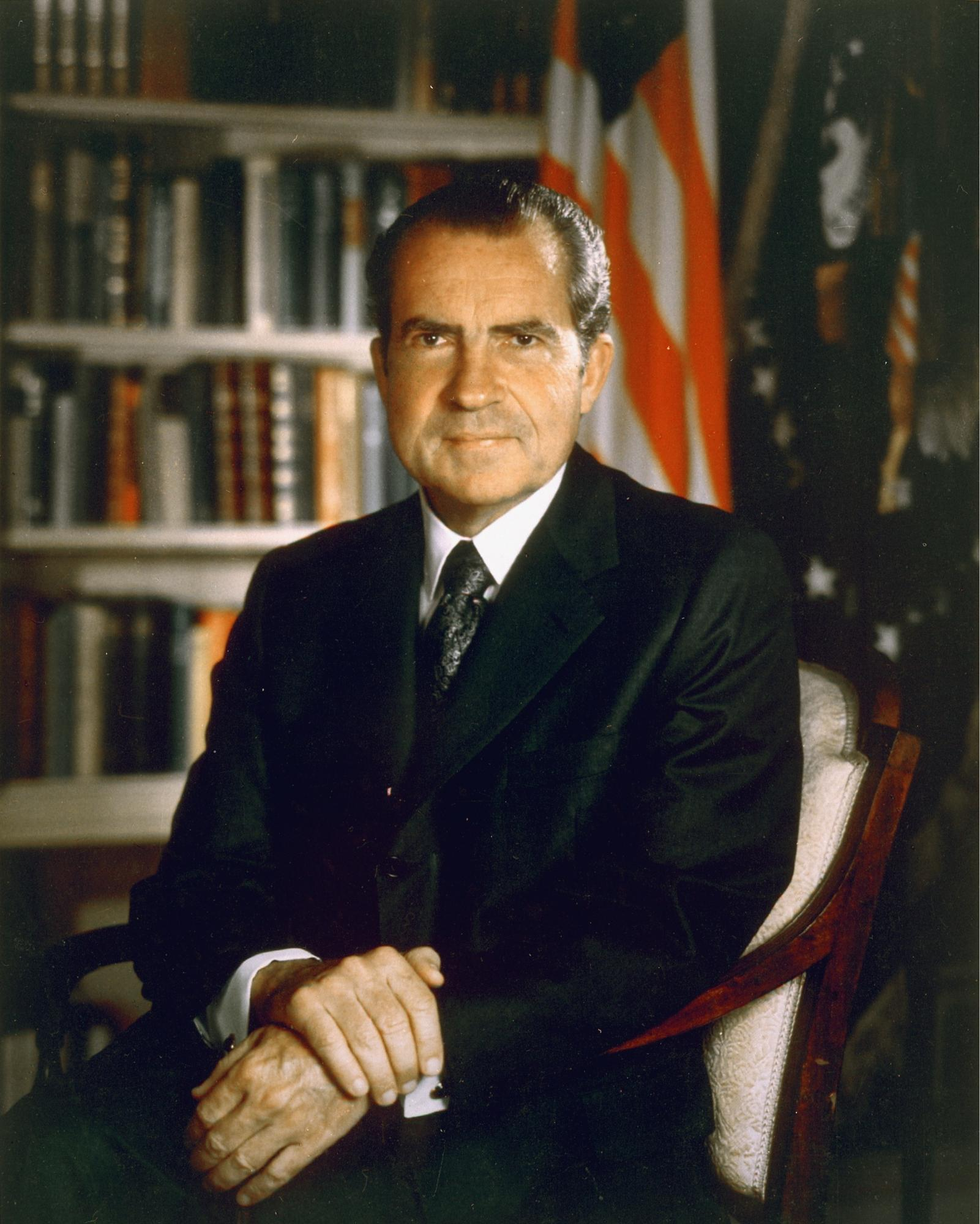
Richard Nixon, az első és egyben egyetlen elnök, aki lemondott (1974)

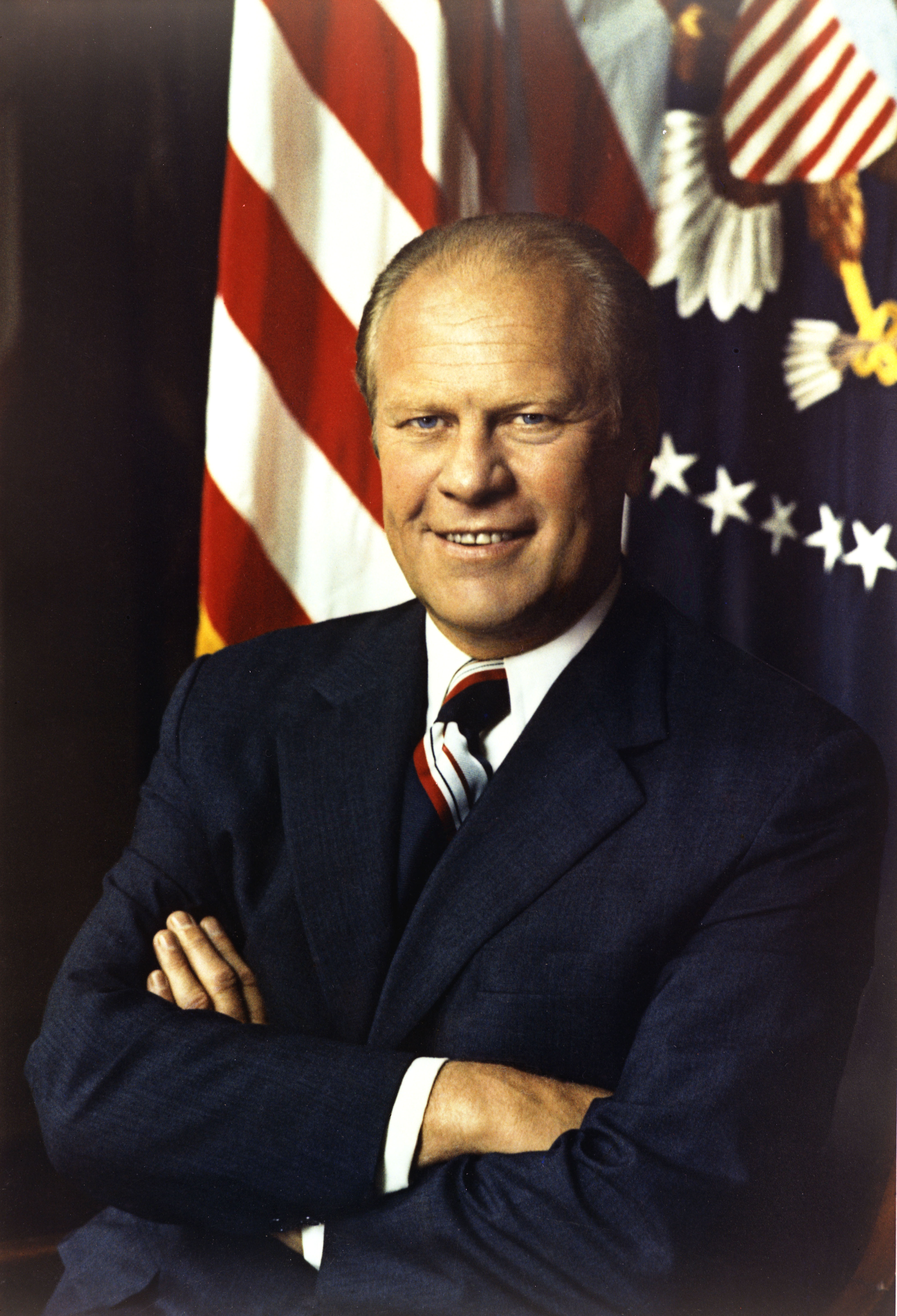
Gerald Ford, az első és egyetlen olyan elnök, aki sem elnöknek, sem alelnöknek nem a nép által lett megválasztva (1974)

Joe Biden, az eddigi legidősebb elnök

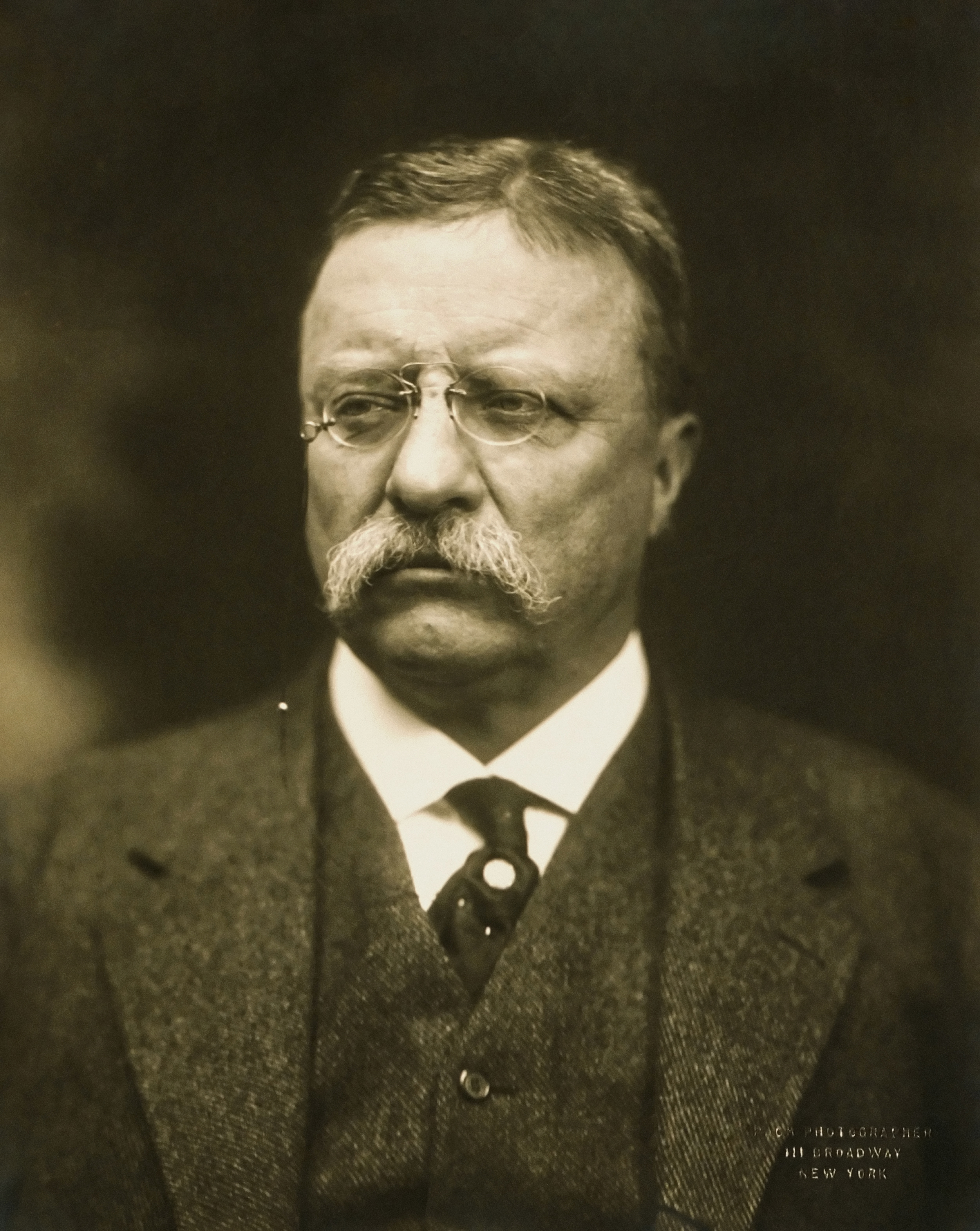
Theodore Roosevelt, az eddigi legfiatalabb elnök

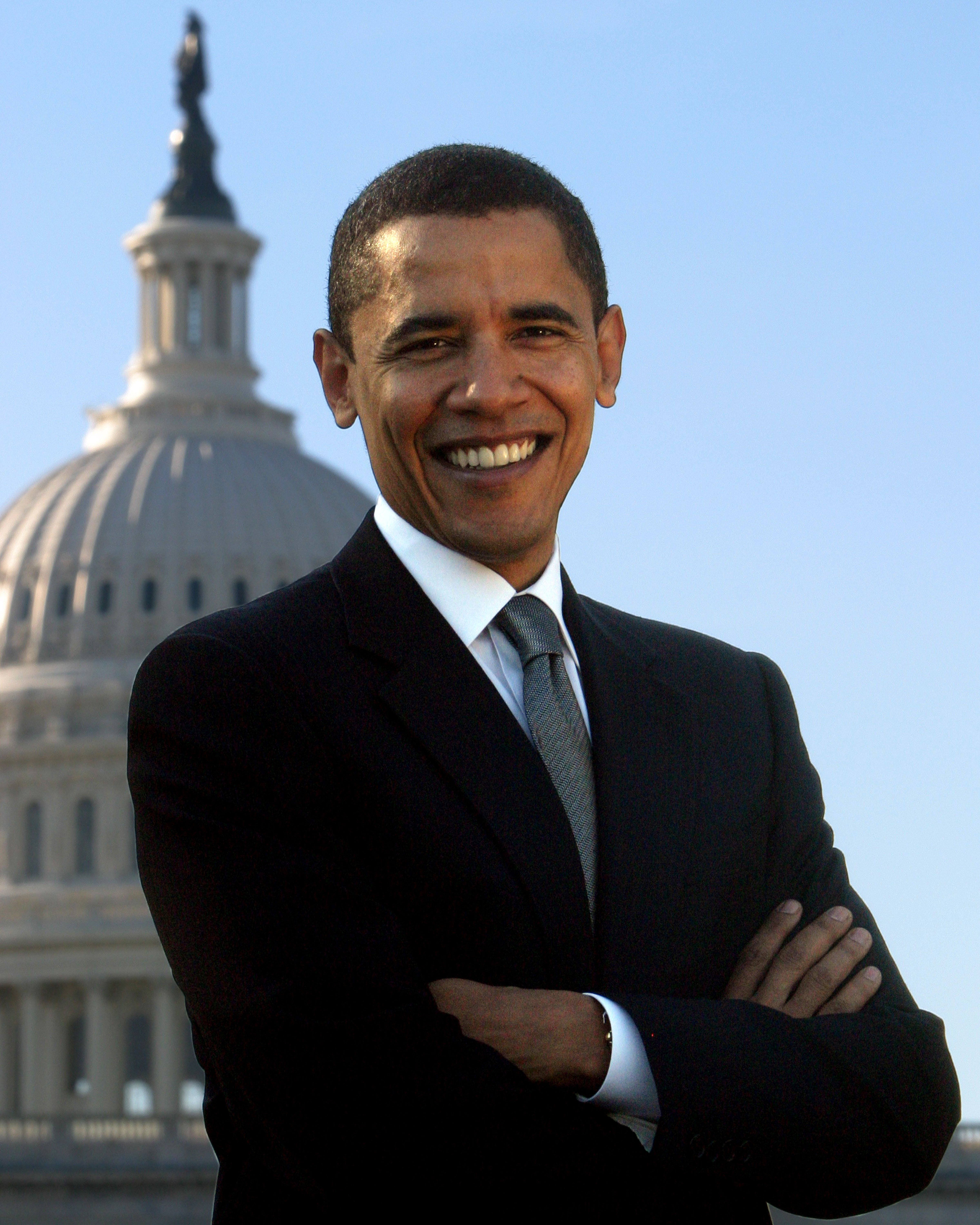
Barack Obama, az első afroamerikai elnök

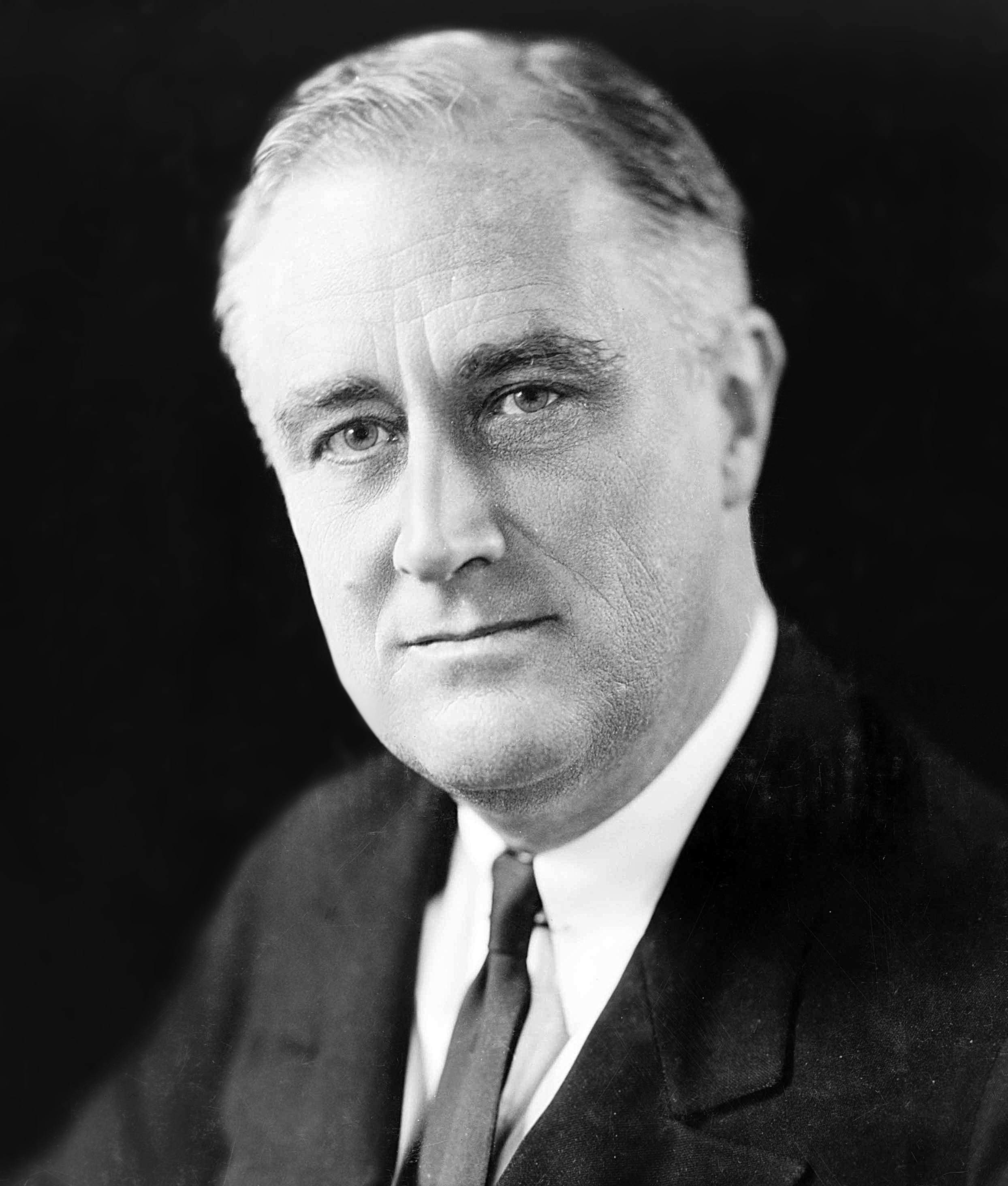
Franklin D. Roosevelt, az első mozgássérült elnök és a leghosszabb ideig regnáló elnök (1933-1945)

Párton kívüli
      Föderalista
      Demokrata-Republikánus
      Demokrata
      Whig
      Republikánus
| #  |                               | Elnök                                           | Beiktatás            | Kilépés              | Párt                      | Alelnök                | T.                       |
| -- | ----------------------------- | ----------------------------------------------- | -------------------- | -------------------- | ------------------------- | ---------------------- | ------------------------ |
| 1  |                               | George Washington (1732–1799) (67 évesen)       | 1789. április 30.    | 1797. március 4.     | párton kívüli             | John Adams             | 1                        |
| 1  | 2                             | George Washington (1732–1799) (67 évesen)       | 1789. április 30.    | 1797. március 4.     | párton kívüli             | John Adams             |                          |
| 2  |                               | John Adams (1735–1826) (90 évesen)              | 1797. március 4.     | 1801. március 4.     | Föderalista Párton kívüli | Thomas Jefferson       | 3                        |
| 3  |                               | Thomas Jefferson (1743–1826) (83 évesen)        | 1801. március 4.     | 1809. március 4.     | Demokrata-Republikánus    | Aaron Burr             | 4                        |
| 3  | George Clinton                | Thomas Jefferson (1743–1826) (83 évesen)        | 1801. március 4.     | 1809. március 4.     | Demokrata-Republikánus    | 5                      |                          |
| 4  |                               | James Madison (1751–1836) (85 évesen)           | 1809. március 4.     | 1817. március 4.     | Demokrata-Republikánus    | George Clinton senki   | 6                        |
| 4  | Elbridge Gerry senki          | James Madison (1751–1836) (85 évesen)           | 1809. március 4.     | 1817. március 4.     | Demokrata-Republikánus    | 7                      |                          |
| 5  |                               | James Monroe (1758–1831) (73 évesen)            | 1817. március 4.     | 1825. március 4.     | Demokrata-Republikánus    | Daniel Tompkins        | 8                        |
| 5  | 9                             | James Monroe (1758–1831) (73 évesen)            | 1817. március 4.     | 1825. március 4.     | Demokrata-Republikánus    | Daniel Tompkins        |                          |
| 6  |                               | John Quincy Adams (1767–1848) (80 évesen)       | 1825. március 4.     | 1829. március 4.     | Demokrata-Republikánus    | John Calhoun           | 10                       |
| 7  |                               | Andrew Jackson (1767–1845) (78 évesen)          | 1829. március 4.     | 1837. március 4.     | Demokrata                 | John Calhoun senki     | 11                       |
| 7  | Martin Van Buren              | Andrew Jackson (1767–1845) (78 évesen)          | 1829. március 4.     | 1837. március 4.     | Demokrata                 | 12                     |                          |
| 8  |                               | Martin Van Buren (1782–1862) (79 évesen)        | 1837. március 4.     | 1841. március 4.     | Demokrata                 | Richard Johnson        | 13                       |
| 9  |                               | William H. Harrison (1773–1841) (68 évesen)     | 1841. március 4.     | 1841. április 4.     | Whig                      | John Tyler             | 14                       |
| 10 |                               | John Tyler (1790–1862) (71 évesen)              | 1841. április 4.     | 1845. március 4.     | Whig Párton kívüli        | senki                  | 14                       |
| 11 |                               | James Knox Polk (1795–1849) (53 évesen)         | 1845. március 4.     | 1849. március 4.     | Demokrata                 | George Dallas          | 15                       |
| 12 |                               | Zachary Taylor (1784–1850) (65 évesen)          | 1849. március 4.     | 1850. július 9.      | Whig                      | Millard Fillmore       | 16                       |
| 13 |                               | Millard Fillmore (1800–1874) (74 évesen)        | 1850. július 9.      | 1853. március 4.     | Whig                      | senki                  | 16                       |
| 14 |                               | Franklin Pierce (1804–1869) (64 évesen)         | 1853. március 4.     | 1857. március 4.     | Demokrata                 | William King senki     | 17                       |
| 15 |                               | James Buchanan (1791–1868) (77 évesen)          | 1857. március 4.     | 1861. március 4.     | Demokrata                 | John Breckinridge      | 18                       |
| 16 |                               | Abraham Lincoln (1809–1865) (56 évesen)         | 1861. március 4.     | 1865. április 15.    | Republikánus Unionista    | Hannibal Hamlin        | 19                       |
| 16 | Andrew Johnson                | Abraham Lincoln (1809–1865) (56 évesen)         | 1861. március 4.     | 1865. április 15.    | Republikánus Unionista    | 20                     |                          |
| 17 |                               | Andrew Johnson (1808–1875) (66 évesen)          | 1865. április 15.    | 1869. március 4.     | Demokrata Unionista       | 20                     | senki                    |
| 18 |                               | Ulysses S. Grant (1822–1885) (63 évesen)        | 1869. március 4.     | 1877. március 4.     | Republikánus              | Schuyler Colfax        | 21                       |
| 18 | Henry Wilson senki            | Ulysses S. Grant (1822–1885) (63 évesen)        | 1869. március 4.     | 1877. március 4.     | Republikánus              | 22                     |                          |
| 19 |                               | Rutherford B. Hayes (1822–1893) (70 évesen)     | 1877. március 4.     | 1881. március 4.     | Republikánus              | William Wheeler        | 23                       |
| 20 |                               | James A. Garfield (1831–1881) (49 évesen)       | 1881. március 4.     | 1881. szeptember 19. | Republikánus              | Chester A. Arthur      | 24                       |
| 21 |                               | Chester A. Arthur (1829–1886) (57 évesen)       | 1881. szeptember 19. | 1885. március 4.     | Republikánus              | senki                  | 24                       |
| 22 |                               | Grover Cleveland (1837–1908) (71 évesen)        | 1885. március 4.     | 1889. március 4.     | Demokrata                 | Thomas Hendricks senki | 25                       |
| 23 |                               | Benjamin Harrison (1833–1901) (67 évesen)       | 1889. március 4.     | 1893. március 4.     | Republikánus              | Levi Morton            | 26                       |
| 24 |                               | Grover Cleveland (másodszor)                    | 1893. március 4.     | 1897. március 4.     | Demokrata                 | Adlai E. Stevenson     | 27                       |
| 25 |                               | William McKinley (1843–1901) (58 évesen)        | 1897. március 4.     | 1901. szeptember 14. | Republikánus              | Garret Hobart senki    | 28                       |
| 25 | Theodore Roosevelt            | William McKinley (1843–1901) (58 évesen)        | 1897. március 4.     | 1901. szeptember 14. | Republikánus              | 29                     |                          |
| 26 |                               | Theodore Roosevelt (1858–1919) (60 évesen)      | 1901. szeptember 14. | 1909. március 4.     | Republikánus              | 29                     | senki                    |
| 26 | Charles Fairbanks             | Theodore Roosevelt (1858–1919) (60 évesen)      | 1901. szeptember 14. | 1909. március 4.     | Republikánus              | 30                     |                          |
| 27 |                               | William H. Taft (1857–1930) (72 évesen)         | 1909. március 4.     | 1913. március 4.     | Republikánus              | James Sherman senki    | 31                       |
| 28 |                               | Woodrow Wilson (1856–1924) (67 évesen)          | 1913. március 4.     | 1921. március 4.     | Demokrata                 | Thomas Marshall        | 32                       |
| 28 | 33                            | Woodrow Wilson (1856–1924) (67 évesen)          | 1913. március 4.     | 1921. március 4.     | Demokrata                 | Thomas Marshall        |                          |
| 29 |                               | Warren G. Harding (1865–1923) (57 évesen)       | 1921. március 4.     | 1923. augusztus 2.   | Republikánus              | Calvin Coolidge        | 34                       |
| 30 |                               | Calvin Coolidge (1872–1933) (60 évesen)         | 1923. augusztus 2.   | 1929. március 4.     | Republikánus              | senki                  | 34                       |
| 30 | Charles Dawes                 | Calvin Coolidge (1872–1933) (60 évesen)         | 1923. augusztus 2.   | 1929. március 4.     | Republikánus              | 35                     |                          |
| 31 |                               | Herbert Hoover (1874–1964) (90 évesen)          | 1929. március 4.     | 1933. március 4.     | Republikánus              | Charles Curtis         | 36                       |
| 32 |                               | Franklin D. Roosevelt (1882–1945) (63 évesen)   | 1933. március 4.     | 1945. április 12.    | Demokrata                 | John Garner            | 37                       |
| 32 | 38                            | Franklin D. Roosevelt (1882–1945) (63 évesen)   | 1933. március 4.     | 1945. április 12.    | Demokrata                 | John Garner            |                          |
| 32 | Henry Wallace                 | Franklin D. Roosevelt (1882–1945) (63 évesen)   | 1933. március 4.     | 1945. április 12.    | Demokrata                 | 39                     |                          |
| 32 | Harry S. Truman               | Franklin D. Roosevelt (1882–1945) (63 évesen)   | 1933. március 4.     | 1945. április 12.    | Demokrata                 | 40                     |                          |
| 33 |                               | Harry S. Truman (1884–1972) (88 évesen)         | 1945. április 12.    | 1953. január 20.     | Demokrata                 | 40                     | senki                    |
| 33 | Alben W. Barkley              | Harry S. Truman (1884–1972) (88 évesen)         | 1945. április 12.    | 1953. január 20.     | Demokrata                 | 41                     |                          |
| 34 |                               | Dwight D. Eisenhower (1890–1969) (78 évesen)    | 1953. január 20.     | 1961. január 20.     | Republikánus              | Richard Nixon          | 42                       |
| 34 | 43                            | Dwight D. Eisenhower (1890–1969) (78 évesen)    | 1953. január 20.     | 1961. január 20.     | Republikánus              | Richard Nixon          |                          |
| 35 |                               | John Fitzgerald Kennedy (1917–1963) (46 évesen) | 1961. január 20.     | 1963. november 22.   | Demokrata                 | Lyndon B. Johnson      | 44                       |
| 36 |                               | Lyndon B. Johnson (1908–1973) (64 évesen)       | 1963. november 22.   | 1969. január 20.     | Demokrata                 | senki                  | 44                       |
| 36 | Hubert Humphrey               | Lyndon B. Johnson (1908–1973) (64 évesen)       | 1963. november 22.   | 1969. január 20.     | Demokrata                 | 45                     |                          |
| 37 |                               | Richard Nixon (1913–1994) (81 évesen)           | 1969. január 20.     | 1974. augusztus 9.   | Republikánus              | Spiro Agnew            | 46                       |
| 37 | Spiro Agnew senki Gerald Ford | Richard Nixon (1913–1994) (81 évesen)           | 1969. január 20.     | 1974. augusztus 9.   | Republikánus              | 47                     |                          |
| 38 |                               | Gerald Ford (1913–2006) (93 évesen)             | 1974. augusztus 9.   | 1977. január 20.     | Republikánus              | 47                     | senki Nelson Rockefeller |
| 39 |                               | Jimmy Carter (1924–2024) (100 évesen)           | 1977. január 20.     | 1981. január 20.     | Demokrata                 | Walter Mondale         | 48                       |
| 40 |                               | Ronald Reagan (1911–2004) (93 évesen)           | 1981. január 20.     | 1989. január 20.     | Republikánus              | George H. W. Bush      | 49                       |
| 40 | 50                            | Ronald Reagan (1911–2004) (93 évesen)           | 1981. január 20.     | 1989. január 20.     | Republikánus              | George H. W. Bush      |                          |
| 41 |                               | George H. W. Bush (1924–2018) (94 évesen)       | 1989. január 20.     | 1993. január 20.     | Republikánus              | Dan Quayle             | 51                       |
| 42 |                               | Bill Clinton (1946–) (78 éves)                  | 1993. január 20.     | 2001. január 20.     | Demokrata                 | Al Gore                | 52                       |
| 42 | 53                            | Bill Clinton (1946–) (78 éves)                  | 1993. január 20.     | 2001. január 20.     | Demokrata                 | Al Gore                |                          |
| 43 |                               | George W. Bush (1946–) (79 éves)                | 2001. január 20.     | 2009. január 20.     | Republikánus              | Dick Cheney            | 54                       |
| 43 | 55                            | George W. Bush (1946–) (79 éves)                | 2001. január 20.     | 2009. január 20.     | Republikánus              | Dick Cheney            |                          |
| 44 |                               | Barack Obama (1961–) (64 éves)                  | 2009. január 20.     | 2017. január 20.     | Demokrata                 | Joe Biden              | 56                       |
| 44 | 57                            | Barack Obama (1961–) (64 éves)                  | 2009. január 20.     | 2017. január 20.     | Demokrata                 | Joe Biden              |                          |
| 45 |                               | Donald Trump (1946–) (79 éves)                  | 2017. január 20.     | 2021. január 20.     | Republikánus              | Mike Pence             | 58                       |
| 46 |                               | Joe Biden (1942–) (82 éves)                     | 2021. január 20.     | 2025. január 20.     | Demokrata                 | Kamala Harris          | 59                       |
| 47 |                               | Donald Trump (1946–) (79 éves) (másodszor)      | 2025. január 20.     | Hivatalban           | Republikánus              | JD Vance               | 60                       |